# 于清明
于清明（1964年12月—），山东安丘人，汉族，中国共产党党员。中华人民共和国政治人物、第十三届全国人民代表大会湖北省代表。现任国药控股董事长、党委书记。

## 生平
2018年，于清明被选为湖北省出席第十三届全国人民代表大会代表。